# Emiliana Design Studio
Emiliana Design Studio és un estudi de disseny fundat a Barcelona l'any 1996 per Ana Mir (València, 1969) i Emili Padrós (Barcelona, 1969) que es dedica al desenvolupament de productes i mobiliari, a l'interiorisme, al comissariat i al disseny d'exposicions. Mir i Padrós mantenen una constant vinculació amb la docència.

## Obra
Ambdós inicien el 1996 la seva activitat professional a Barcelona i funden Emiliana Design Studio. Els seus dissenys recorren exposicions internacionals (Tòquio, Nova York, Louisiana, Indianapolis, Amsterdam, Milà, París, Lille...) i alguns dels seus dissenys formen part dels més importants museus d'art i disseny internacionals com el Fond National d'Art Contemporain de París, el Museu del Disseny de Barcelona o l'Indianapolis Museum of Art.
Entre els seus clients destaquen Nanimarquina, Kettal, Women Secret, Arbora Ausonia, Puig - Comme des Garçons, Cosmic, Uno Design, Richter Spielgeräte, Dune NY, Institut de Cultura de Barcelona, Centre de Cultura Contemporània de Barcelona, Instituto Español de Comercio Exterior, Sociedad Estatal para Exposiciones Internacionales.
A través dels seus projectes, Ana Mir i Emili Padrós ressalten els aspectes comunicatius i emocionals del disseny. La seva visió del disseny part de l'experimentació perquè relacions entre objectes, espais i usuaris siguin el més emotives, participatives i creatives possibles. Emiliana es troba, quant a la seva temàtica i esperit, dins la línia anglosaxona. La seva col·laboració amb empreses nacionals i internacionals és especialment profusa i rica en propostes.
Entre alguns dels seus productes destaquen: els Pillow Play (Nanimarquina, 2000), una sèrie de lleugers i elàstics coixins que s'adapten al cos; els Non-Stop-Shoes (1999), unes sabates que carreguen d'energia quan la gent camina amb ells per després ser aprofitada per alimentar objectes tecnològics; el llum Collector (2005); la catifa Flying Carpet (2002); el seient Vespa Caballet (2004); els llençols de butxaca Kleensex (2001), d'un sol ús recomanables per a un contacte net en el món dels treballadors del sexe; etc.

## Premis[4]
- 2005 Delta de Plata de l'Associació de Dissenyadors Industrials del FAD de Barcelona: per la llum Collector
- 2000 Premi FAD d'Arquitectura Efímera
- 1999 Primer Premi Internacional Domus Boeing Business Jet
- 1999 Premi Ciutat de Barcelona, categoria Disseny